# Aeroportul Tadjoura
Aeroportul Tadjoura (IATA: TDJ, ICAO: HDTJ) este un aeroport din Regiunea Tadjourah, Djibouti ce deservește zona Tadjourah. A fost numit după zona deservită.
Situat la o altitudine de 28 m, aeroportul dispune de o singură pistă.